# 百日告別
百日告別，是一部於2015年上映的電影。由林嘉欣、石頭、柯佳嬿、馬志翔、張書豪、李千娜、蔡亘晏領銜主演。台灣於2015年10月8日上映。本片獲選為2015年台北電影節閉幕片。此故事改編自林書宇導演和另一位同一天失去愛人的女士，以一百多天走出失去愛人傷痛的故事。林嘉欣以此片获得第52屆金馬獎最佳女主角獎。

## 劇情簡介
育偉和心敏在同一場連環車禍中，失去了他們的另一半。育偉以酒精填補著悲傷空洞，短暫的高潮只是注定徒勞的麻藥。心敏日日料理著未婚夫留下的食譜，來不及走完的沖繩蜜月旅行，也只是流不乾的淚。那一天，巴士緩緩開在蜿蜒的山路上，夕陽偶爾灑落在他們的臉上。他們靜靜的看著對方一眼，像是從彼此身上看到自己，他們是最熟悉的陌生人。

## 演員陣容
| 演員姓名       | 角色名稱 | 介紹                           |
| 林嘉欣         | 心敏     | 未婚夫已故。                   |
| 石錦航（石頭） | 張育偉   | 曉雯的鰥夫，車禍中也失去兒子。 |
| 柯佳嬿         | 曉雯     | 育偉的妻子。                   |
| 馬志翔         | 仁佑     | 心敏的未婚夫。                 |
| 張書豪         | 仁毅     | 仁佑的弟弟。                   |
| 李千娜         | 心庭     | 心敏的妹妹。                   |
| 蔡亘晏         | 佳歡     | 育偉的同事。                   |

## 電影歌曲
| 曲別   | 歌名     | 演唱者 | 作詞   | 作曲   |
| 主題曲 | 百日告別 | 蘇打綠 | 吳青峰 | 龔鈺祺 |

## 工作人員
- 製作人：劉蔚然
- 導演：林書宇
- 編劇：林書宇、劉蔚然
- 攝影：余靜萍
- 美術：吳若昀
- 造型：陳柏任
- 音樂：龔鈺祺
- 製作公司：原子映象有限公司

## 獎項
| 年份 | 頒獎典禮                                                 | 入圍者                                | 獎項                           | 結果 |
| ---- | -------------------------------------------------------- | ------------------------------------- | ------------------------------ | ---- |
| 2015 | 第52屆金馬獎                                             | 林嘉欣                                | 最佳女主角                     | 獲獎 |
| 2015 | 第52屆金馬獎                                             | 林書宇、劉蔚然《百日告別》            | 最佳原著劇本                   | 提名 |
| 2015 | 第52屆金馬獎                                             | 龔鈺祺 《百日告別》                   | 最佳原創電影音樂               | 提名 |
| 2015 | 第19屆愛沙尼亞塔林黑夜國際電影節                         | 愛沙尼亞塔林黑夜國際電影節 - 國際競賽 | 天主教人道主義精神獎-特別推薦  | 獲獎 |
| 2016 | 第10屆亞洲電影大獎                                       | 林嘉欣                                | 最佳女主角                     | 提名 |
| 2016 | 第9屆阿姆斯特丹亞州國際電影節（CinemAsia Film Festival） | 阿姆斯特丹亞洲國際電影節 - 國際競賽   | Tiger Beer 評審團獎 - 最佳影片 | 獲獎 |

## 外部連結
- 百日告別的Facebook專頁
- YouTube上的2015台北電影節｜百日告別 Zinnia Flower
- Yahoo奇摩電影上《百日告別》的資料（繁體中文）
- 開眼電影網上《百日告別》的資料（繁體中文）
- 香港影庫上《百日告別》的資料（繁體中文）
- 时光网上《百日告別》的資料（简体中文）
- 豆瓣电影上《百日告別》的資料 （简体中文）
- 互联网电影数据库（IMDb）上《百日告別》的资料（英文）